# Dubois Municipal Airport (Wyoming)

i7
i11
i13
Der Dubois Municipal Airport (Wyoming) (ICAO-Code: KDUB, FAA Location Identifier: DUB, ohne IATA-Code), nicht zu verwechseln mit dem Dubois Municipal Airport (Idaho), ist ein Flughafen im US-Bundesstaat Wyoming. Er liegt etwa 5,5 km nordwestlich der Stadt Dubois.

## Flugbetrieb
Der Dubois Municipal Airport umfasst eine Fläche von 85 ha (290 acres). Er liegt auf einer Höhe von 7298,6 ft (2224,6 m) und ist mit einer Start- und Landebahn aus Asphalt in Richtung 11/29 ausgestattet (Dimensionen: 2042 × 23 m bzw. 6700 × 75 ft). Im Zeitraum vom 1. August 2019 bis zum 31. Juli 2020 fanden 1490 Flugbewegungen statt, 97,3 % davon durch die allgemeine Luftfahrt. In diesem Zeitraum waren 16 Luftfahrzeuge am Flughafen stationiert.